# Anadyrstroom
De Anadyrstroom (afgekort als AC) is een zeestroom in het noorden van de Grote Oceaan in de Beringzee. De zeestroom ligt voor de oostkust van het Russische Tsjoekotka en stroomt richting het noordoosten.
De zeestroom is het vervolg van de Beringhellingstroom (BSC) die zich bij de Kaap Navarin in twee takken splitst, waarvan de Anadyrstroom naar het noorden stroomt en de Kamtsjatkastroom naar het zuidwesten.
De Anadyrstroom stroomt door de Golf van Anadyr naar de Beringstraat om zich daar samen te voegen met de Alaskakuststroom (ACC).
De zeestroom stroomt door de mariene ecoregio Oostelijke Beringzee en langs het eiland St. Lawrence.